# Férfi 4 × 100 méteres vegyesúszás a 2011. évi nyári európai ifjúsági olimpiai fesztiválon
A Trabzonban rendezett 2011. évi nyári európai ifjúsági olimpiai fesztiválon az úszó versenyszámok közül a férfi 4 × 100 méteres vegyesúszást  július 29-én rendezték.

## Előfutamok
Az összesített eredmények alapján a legjobb időeredménnyel rendelkező 8 csapat jutott a döntőbe.
| H   | F | Nemzet             | Versenyzők                                                                             | E                                       | Mj  |
| --- | - | ------------------ | -------------------------------------------------------------------------------------- | --------------------------------------- | --- |
| 1.  | 1 | Oroszország        | Mikhail Dovgalyuk Evgeny Lomtev Alexander Kudashev Igor Bespalov                       | 3:49.70 58.40 1:04.09 55.38 51.83       | Q   |
| 2.  | 3 | Svédország         | Axel Pettersson Johannes Skagius Adam Ackerstierna Adam Paulsson                       | 3:51.05 58.51 1:03.03 56.08 53.43       | Q   |
| 3.  | 3 | Olaszország        | Luca Mencarini Daniele Ceccuti Francesco Giordano Davide Casarin                       | 3:53.05 58.73 1:04.97 55.77 53.58       | Q   |
| 4.  | 2 | Dánia              | Morten Hansen Viktor Christensen Tobias Gjerloff Daniel Andersen                       | 3:55.25 1:00.03 1:07.22 56.42 51.58     | Q   |
| 5.  | 1 | Lengyelország      | Lukasz Daniel Bielecki Maciej Stanislaw Holub Jerzy Mateusz Twarowski Pawel Jan Furtek | 3:55.58 1:00.45 1:05.29 56.21 53.63     | Q   |
| 6.  | 1 | Németország        | Carl Louis Schwarz Metin Aydin Oliver Hofmann Andreas Michael Jansen                   | 3:55.60 58.68 1:07.86 56.30 52.76       | Q   |
| 7.  | 3 | Hollandia          | Laurent Bams Lucas Greven Kyle Stolk Daniel Van Der Deen                               | 3:56.99 59.25 1:06.35 57.80 53.59       | Q   |
| 8.  | 2 | Belgium            | Nils Van Audekerke Dieter Ruijten Maxandre Hopchet Lorenz Weiremans                    | 3:57.00 1:01.94 1:04.06 58.37 52.63     | Q   |
| 9.  | 2 | Ukrajna            | Illia Teslenko Denys Barabash Maksym Krypak Vladyslav Bukaranov                        | 3:57.20 1:01.30 1:05.27 58.37 52.26     |     |
| 10. | 1 | Svájc              | Sergio Zarro Patrik Schwarzenbach Fabio Ciccone Alexandre Haldemann                    | 3:57.44 1:00.61 1:05.47 58.92 52.44     |     |
| 11. | 1 | Egyesült Királyság | Nathan Theodoris Harry Webster Mark Szaranek Karl Morgan                               | 3:57.58 59.68 1:09.46 56.96 51.48       |     |
| 12. | 2 | Törökország        | Husnu Burak Kartal Murat Yildirim Oguz Aslanoglu Kaan Turker Ayar                      | 3:58.80 1:02.15 1:06.44 56.78 53.43     |     |
| 13. | 2 | Spanyolország      | Alejandro Sanchez Jaume Jimenez Arnau Rovira Pedro Malpartida                          | 3:58.90 59.93 1:07.97 57.65 53.35       |     |
| 14. | 3 | Izrael             | Amit Atzmon Itay Goldfadan Etay Gurevich Matan Segal                                   | 3:59.73 1:00.17 1:07.50 58.62 53.44     |     |
| 15. | 3 | Görögország        | Michail Kontizas Konstantinos Mouratidis Panagiotis Bachtalias Fotios Mylonas          | 4:03.50 1:00.97 1:09.49 58.90 54.14     |     |
| 16. | 2 | Finnország         | Niko Pankka Tuomas Pokkinen Tony Eriksson Eetu Piiroinen                               | 4:03.55 1:03.70 1:06.06 59.18 54.61     |     |
| 17. | 3 | Litvánia           | Jevgenij Rogozin Mantas Auruskevicius Deividas Margevicius Rokas Dobrovolskis          | 4:05.16 1:04.05 1:08.22 57.50 55.39     |     |
| 18. | 2 | Szlovákia          | Holicky Tibor Pavol Fazik Milan Cebak Juraj Klatik                                     | 4:05.22 1:04.14 1:06.66 59.05 55.37     |     |
| 19. | 1 | Írország           | Luke Fitzgibbon Sean O'brien David O'sullivan Brian O'sullivan                         | 4:05.49 1:01.40 1:10.67 59.32 54.10     |     |
| 20. | 1 | Ausztria           | Stefan Wurzer Sascha Zwirschitz Sascha Subarsky Dominik Unger                          | 4:05.70 1:03.82 1:11.37 57.20 53.31     |     |
| 21. | 2 | Szerbia            | Vuk Celic Aleksandar Lazarevic Dusan Tepavac Stefan Stojanovic                         | 4:08.05 1:02.55 1:10.07 58.23 57.20     |     |
| 22. | 3 | Románia            | Bogdan Alexandru Fodor Andrei Razvan Gradinaru Mihai Alin Lomnoseanu George Raul Albu  | 4:21.83 1:11.31 1:09.32 1:00.06 1:01.14 |     |
| -   | 3 | Észtország         | Arkadi Kalinovski Martin Allikvee Andri Aedma Roman Dmitritsenko                       | 1:06.34 1:09.94 1:00.92                 | DSQ |

## Döntő
| H     | Név           | Nemzet                                                                                    | E                                   | Mj  |
| ----- | ------------- | ----------------------------------------------------------------------------------------- | ----------------------------------- | --- |
| Arany | Oroszország   | Evgeny Sedov Vsevolod Zanko Alexander Kudashev Igor Bespalov                              | 3:48.96 57.75 1:03.20 55.95 52.06   |     |
| Ezüst | Olaszország   | Luca Mencarini Daniele Ceccuti Francesco Giordano Andrea Mitchel D'arrigo                 | 3:49.31 58.51 1:04.08 55.52 51.20   |     |
| Bronz | Lengyelország | Lukasz Daniel Bielecki Maciej Stanislaw Holub Jerzy Mateusz Twarowski Jan Krzysztof Holub | 3:51.02 58.86 1:04.52 55.57 52.07   |     |
| 4     | Dánia         | Morten Hansen Viktor Christensen Tobias Gjerloff Daniel Andersen                          | 3:53.34 59.22 1:06.67 55.87 51.58   |     |
| 5     | Németország   | Carl Louis Schwarz Metin Aydin Oliver Hofmann Andreas Michael Jansen                      | 3:55.28 59.00 1:07.19 56.31 52.78   |     |
| 6     | Belgium       | Nils Van Audekerke Dieter Ruijten Maxandre Hopchet Lorenz Weiremans                       | 3:56.31 1:01.24 1:04.41 57.87 52.79 |     |
| 7     | Hollandia     | Laurent Bams Lucas Greven Kyle Stolk Daniel Van Der Deen                                  | 3:57.64 59.27 1:06.84 58.19 53.34   |     |
| -     | Svédország    | Axel Pettersson Johannes Skagius Adam Ackerstierna Adam Paulsson                          | 58.51                               | DSQ |